# Musikåret 1992

## Händelser
1992 var året då grungerockgruppen Nirvanas album Nevermind blev #1 på CD-listorna. Detta innebar att grungerocken blev större än den glam metal som varit stor under 1980-talet. Eminem började rappa detta året.
I Los Angeles började techno och house bli stort och gå från underground till mainstream.
1992 var också året då den under 1970-talet och början av 1980-talet aktiva svenska popgruppen Abba fick en "pånyttfödelse". Deras samlingsalbum Abba Gold – Greatest Hits toppade listorna i Storbritannien, Sverige och Tyskland.

### Januari
- 11
  - Nirvanas album blir #1, och sätter i gång grungerockrörelsen i början av 1990-talet.
  - Artisten Paul Simon från USA blir första större artist att turnera till Sydafrika, vilket upphäver omvärldens kulturella bojkott av Sydafrika[1].
- Januari – Grammisutdelningar detta år.

### Februari
- 18 – Vince Neil lämnar Mötley Crüe efter 11 år som bandets huvudsångare, för att tillbringa mert tid som racerförare.[2]
- 24 – The US Postal Service avslöjar designen för två föreslagna Elvis Presley-frimärken där fansen kan rösta. På det ena finns 1950-talets Elvis Presley, på det andra 1970-talets. 1950-talets variant vinner, och frimärket lanseras följande januari.[3]

### Mars
- 14 – Christer Björkmans låt I morgon är en annan dag vinner den svenska uttagningen till Eurovision Song Contest på Cirkus i Stockholm[4]

### Maj
- 7 – John Frusciante från Red Hot Chili Peppers lämnar bandet inför publiceringen av ett fotografi i tidskrifen Rolling Stone; och bilden på honom tas bort.[5].
- 9 – Linda Martins låt Why Me? vinner Eurovision Song Contest i Malmö för Irland[6]

### Juni
- Sommaren – Rocktåget turnerar i Sverige med Lisa Nilsson, Tomas Ledin och Eva Dahlgren
- För första gången utdelas Polarpriset som går till Paul McCartney för hans kreativitet och fantasi samt till de tre baltiska staterna för att stödja den inhemska musiken och för stödja arbetet med musikrättigheter.
- Karlshamn festivalen (nu sweden rock) hade premiär.

### Juli
- Juli – I Budapest, Ungern startar Budafest Summer Opera and Ballet Festival.[7]

### Augusti
- Augusti
  - Tidigare Beatlesmedlemmen George Harrison, berättar för Billboard att han nyss upptäckt att han föddes 24 februari, inte 25 februari som tidigare angivits.[8]
  - Haitiska militärmyndigheter bannlyser spelandet av RAM:s singel "Fèy"; först framförd på Port-au-Prince-karnevalen i februari 1992. Låten sågs många som en kampsång för exilpresidenten Jean-Bertrand Aristide.[9]

### Oktober
- 3 –  Sinéad O'Connor skapar kontrovers då hon river sönder en bild på påven i det amerikanska TV-programmet Saturday Night Live.[10]
- 4 – Leif Bloms vinner Hänts meloditävling med låten Dej ska jag älska all min tid, skriven av Mona Gustafsson som därmed blir först att vinna tävlingen både som sångare och låtskrivare. Evenemanget sänds direkt i TV 4 från Älvsjö[11].

### November
- 15 – Megan Jasper från Sub Pop skapar grungetal-sprattet, och lurar The New York Times att trycka en artikel om ett påstått slanguttryck från grungescenen i Seattle i Washington, USA.[12]

### December
- 12–13 – Konsert med Adam Ant, David Byrne, Cause and Effect, The Cult, Dada, Duran Duran, EMF, The Farm, Michael Penn, The Rembrandts, Seal, Soul Asylum, The Soup Dragons, Toad the Wet Sprocket, Suzanne Vega och The Violent Femmes på KROQ Acoustic Christmas i Los Angeles, Kalifornien, USA.

### Okänt datum
- Försvarets trumkår bildas i Sverige.
- Looptroop bildas.
- Nada Surf bildas i New York.

## Priser och utmärkelser
- Atterbergpriset – Csaba Deák
- Birgit Nilsson-stipendiet – Anders Larsson
- Ceciliapriset – Lars-Ewe Nilsson
- Mindre Christ Johnson-priset – André Chini för Mururoa för violin och orkester
- Cornelis Vreeswijk-stipendiet – Claes Janson
- Fred Åkerström-stipendiet – Per Persson
- Hugo Alfvénpriset – Torbjörn Iwan Lundquist
- Jan Johansson-stipendiet – Anders Jormin
- Jazz i Sverige – Jonas Knutsson
- Jenny Lind-stipendiet – Jeanette Köhn
- Johnny Bode-stipendiet – Hans Alfredson
- Jussi Björlingstipendiet – Björn Asker
- Medaljen för tonkonstens främjande – Kjerstin Dellert, Ingemar Gabrielsson och Erik Nordien
- Nordiska rådets musikpris – Symfoni nr 1 av Anders Eliasson, Sverige
- Norrbymedaljen – Janåke Larsson
- Polarpriset – Paul McCartney och de baltiska staterna (Estland, Lettland och Litauen)
- Rosenbergpriset – Akós Rozman
- Spelmannen – Svante Thuresson
- Svenska Dagbladets operapris – Marie Lindqvist
- Ulla Billquist-stipendiet – Josefin Nilsson
- Årets körledare – Lars Smedlund och Sångensemblen Amanda

## Årets album
I listan är soloartister sorterade enligt efternamn, och musikgrupper efter bandnamnet utan engelska "The" och "A".

### A–G
- Abba – Abba Gold – Greatest Hits[13]
- Tori Amos – Little Earthquakes
- Elisabeth Andreasson – Stemninger[14]
- Angel – Äventyr i natten
- Bear Quartet, The – Penny Century (debutalbum)
- Alice in Chains – Dirt
- Alice in Chains – Sap (EP)
- Arrested Development – 3 Years, 5 Months & 2 Days in the Life Of... (debutalbum)
- The B-52's – Good Stuff
- Bad Religion – '80-'85
- Bad Religion – Generator
- Barenaked Ladies – Gordon
- The Beach Boys – Good Vibrations (6-CD-box)
- The Beastie Boys – Check Your Head
- Mary J. Blige – What's the 411? (debutalbum)
- Blind Guardian – Somewhere Far Beyond
- Blind Melon – Blind Melon (debutalbum)
- Bon Jovi – Keep the Faith
- Burzum – Burzum (debutalbum)
- Crawley – Addiction
- Neneh Cherry – Homebrew
- Eric Clapton – Unplugged
- Leonard Cohen – The Future
- Christopher Cross – Rendezvous
- The Cure – Wish
- Kikki Danielsson – In Country
- Kikki Danielsson & Roosarna – En enda gång
- Def Leppard – Adrenalize
- Deicide – Legion
- Devil Doll – Sacrilegium
- Dr. Dre – The Chronic
- Dream Theater – Images and Words
- Bob Dylan – Good as I Been to You
- En Vogue – Funky Divas
- EPMD – Business Never Personal
- Erasure – Chorus
- Eric B & Rakim – Don't Sweat the Technique
- Faith No More – Angel Dust
- Fear Factory – Soul of a New Machine
- PJ Harvey – Dry (debutalbum)
- Marie Fredriksson – Den ständiga resan
- Front Line Assembly – Tactical Neural Implant
- Peter Gabriel – USA
- Jan Garbarek – Ragas and Sagas
- Genesis – We Can't Dance
- Gin Blossoms – New Miserable Experience
- Glenn Frey – Strange Weather
- Green Day – Kerplunk

### H–R
- Helloween – Chameleon
- Helmet – Meantime
- Toni Holgersson – Blå andetag
- Whitney Houston – The Bodyguard OST
- INXS – Welcome to Wherever You Are
- Iron Maiden – Fear of the Dark
- Alan Jackson – A Lot About Livin' (And a Little 'Bout Love)
- Keith Jarrett – Vienna Concert
- Jävlaranamma – Falmskärm
- Jodeci – Forever My Lady
- King's X – King's X
- Kiss – Revenge
- KMFDM – Money
- Kyuss – Blues for the Red Sun
- Lotta & Anders Engbergs orkester – Stora rubriker[15]
- Madonna – Erotica
- Manic Street Preachers – Generation Terrorists (debutalbum)
- Manowar – The Triumph of Steel
- Mark Oliver Everett – A Man Called E
- Megadeth – Countdown to Extinction
- Pat Metheny – Secret Story
- Midnight Oil – Scream in Blue Live
- Ministry – Psalm 69: The Way to Succeed and the Way to Suck Eggs
- Kylie Minogue – Let's Get To It
- Morrissey – Your Arsenal
- Motörhead – March or Die
- Peter Murphy – Holy Smoke!
- Ned's Atomic Dustbin – Are You Normal?
- Nick Cave & The Bad Seeds – Henry's Dream
- Lisa Nilsson – Himlen runt hörnet
- Nirvana – Incesticide
- No Use for a Name – Don't Miss the Train
- The Offspring – Ignition
- Oomph! – Oomph! (debut)
- Pearl Jam – Ten
- Philemon Arthur and the Dung – Musikens historia del 1 och 2
- Phish – A Picture of Nectar
- Popsicle – Lacquer
- R.E.M. – Automatic for the People
- Rage Against the Machine – Rage Against the Machine (debutalbum)
- Lou Reed – Magic and Loss
- Roxette – Tourism[16]

### S–Ö
- Neil Sedaka – Love Will Keep Us Together
- Vonda Shepard – The Radical Light
- Social Distortion – Somewhere Between Heaven and Hell
- Soul Asylum – Grave Dancers Union
- Spin Doctors – Pocket Full of Kryptonite
- Bruce Springsteen – Human Touch
- Bruce Springsteen – Lucky Town
- Stone Temple Pilots – Core (debutalbum)
- Strebers – Till en vän
- Ted Ström – 1 000 & ett liv
- Sublime – 40 Oz. to Freedom (debutalbum)
- They Might Be Giants – Apollo 18
- Trouble – Manic Frustration
- Toto – Kingdom of Desire
- Monica Törnell – Äppelkväll
- V.A. – Juice
- Suzanne Vega – 99.9 F
- Anna Vissi – Emeis
- Anna Vissi – Lambo
- Tom Waits – Bone Machine
- Tom Waits – Night on Earth
- Ween – Pure Guava
- W.A.S.P. – The Crimson Idol
- Neil Young – Harvest Moon
- Monica Zetterlund – Nu är det skönt att leva

## Årets singlar och hitlåtar
I listan är soloartister sorterade enligt efternamn, och musikgrupper efter bandnamnet utan engelska "The" och "A".
- Alice in Chains – Would?
- Stefan Andersson – Catch the Moon
- Elisabetn Andreasson – Danse mot vår[17]
- Elisabeth Andreassen – Nocturne
- Tasmin Archer – Sleeping Satellite
- Arrested Development – People Everyday
- Arrested Development – Tennessee
- Atomic Swing – Stone Me Into the Groove
- Atlantic Star – Love Crazy
- Bruce Springsteen – Human Toutch
- Chaka Demus & Pliers – Murder she wrote
- Christer Björkman – I morgon är en annan dag
- Chukki Booker – Games
- Eric Clapton – Layla
- Eric Clapton – Tears in Heaven
- Crowded House – Weather With You
- Kikki Danielsson – En enda gång
- Des'ree – Feel So High
- Dr. Alban – It's My Life
- East 17 – House of Love
- En Vogue – My Lovin' (You're Never Gonna Get It)
- EPMD – Crossover
- Genesis – I Can't Dance
- Anders Glenmark – Mare mare
- Aaron Hall – Don't be Afraid
- Sophie B. Hawkins – Damn, I Wish I Was Your Lover
- Inner Circle – Sweat (A La La La La Long)
- Iron Maiden – Be Quick Or Be Dead, Wasting Love
- The KLF – Justified & Ancient
- Kris Kross – Jump
- Leif Bloms – Dej ska jag älska all min tid
- Annie Lennox – Walking On Broken Glass
- Lisa Nilsson – Himlen runt hörnet
- Lisa Nilsson – Varje gång jag ser dig
- Lisa Nilsson – Allt jag behöver
- Lotta & Anders Engbergs orkester – Stora rubriker
- Lotta & Anders Engbergs orkester – Tusen skäl att stanna
- Madonna – This Used to Be My Playground
- Megadeth – Symphony of Destruction
- Metallica – Nothing Else Matters
- George Michael – Too Funky
- Mr. Big – To Be With You
- Nirvana – Smells Like Teen Spirit
- Nirvana – Come as You Are
- Nirvana – In Bloom
- Opus III – "It's a Fine Day"
- Orup – Magaluf
- Peabo Bryson & Regina Belle – A Whole New World
- Vanessa Paradis – Be My Baby
- Prince – Sexy MF
- Red Hot Chili Peppers – Under the Bridge
- Roxette – Church of Your Heart[16]
- Roxette – How Do You Do![16]
- Roxette – Queen of Rain[16]
- Izabella Scorupco – Shame shame shame
- Shakespear's Sister – Stay
- Snap! – Rhythm Is a Dancer
- Bruce Springsteen – Human Touch
- Svenne Rubins – Långa bollar på Bengt
- Svenne Rubins – Folköl och dunkadunka
- U2 – One
- U2 – Even Better Than the Real Thing
- U2 – Mysterious Ways
- U96 – Das Boot
- Webstrarna – Moln på marken
- Whitney Houston – I Will Always Love You
- ZZ Top – Viva Las Vegas
- 4 Non Blondes – What's Up?

## Årets videoalbum
I listan är soloartister sorterade enligt efternamn, och musikgrupper efter bandnamnet utan engelska "The" och "A".
- Roxette – Live-Ism[16]

## Jazz musik
- Geri Allen: Maroons
- Joe Lovano: Universal Language
- Terence Blanchard: The Malcolm X Jazz Suite
- Sergey Kuryokhin: Some Combination of Fingers and Passion
- Medeski Martin and Wood: Notes From the Underground
- Courtney Pine: To The Eyes Of Creation

## Klassisk musik
- Milton Babbitt – Counterparts för brasskvintett[18]

## Sverigetopplistan1992
| Datum                  | Låttitel                      | Artist/grupp       | Bakgrund       |
| ---------------------- | ----------------------------- | ------------------ | -------------- |
| 5 februari 1992 (4v)   | Justified & Ancient           | The KLF            | Storbritannien |
| 4 mars 1992 (2v)       | You                           | Ten Sharp          | Nederländerna  |
| 18 mars 1992 (2v)      | Stockholm                     | Orup               | Sverige        |
| 1 april 1992 (6v)      | To Be With You                | Mr. Big            | USA            |
| 15 maj 1992 (2v)       | Stay                          | Shakespears Sister | Storbritannien |
| 27 maj 1992 (4v)       | It's My Life                  | Dr. Alban          | Sverige        |
| 24 juni 1992 (12v)     | Abba-esque                    | Erasure            | Storbritannien |
| 30 september 1992 (2v) | This Used To Be My Playground | Madonna            | USA            |
| 14 oktober 1992 (2v)   | Om du var min                 | Mauro Scocco       | Sverige        |
| 28 oktober 1992 (4v)   | Just Another Day              | Jon Secada         | Kuba           |
| 25 november 1992 (6v)  | House Of Love                 | East 17            | Storbritannien |

## Födda
- 7 mars – Hurricane Chris, amerikansk rappare.
- 15 april – Amy Diamond, svensk sångare.
- 3 juli – Molly Sandén, svensk sångare.
- 18 november – Niki Popovic, dansk musiker, medlem i Cool Kids.
- 23 november – Miley Cyrus, amerikansk sångare och skådespelare.
- 19 december – Ellen Sundberg, svensk sångerska och musiker.

## Avlidna
- 15 januari – Lars Lennartsson, 78, svensk sångare och skådespelare.
- 1 februari – Lasse Werner, 57, svensk jazzpianist.
- 7 februari – Freddy Albeck, 72, dansk sångare och skådespelare.
- 6 mars – Erik Nordgren, 79, svensk kompositör, arrangör av filmmusik och orkesterledare.
- 27 april – Olivier Messiaen, 83, fransk kompositör, organist och ornitolog.
- 6 maj – Marlene Dietrich, 90, tysk-amerikansk skådespelare och sångare.
- 11 maj – Kurt Bendix, 87, svensk orkesterledare, dirigent och hovkapellmästare.
- 21 maj – Jan Sparring, 62, svensk sångare.
- 16 juni – Siw Öst, 50, svensk sångare, medlem av Family Four.
- 4 juli – Astor Piazzolla, 71, argentinsk musiker och kompositör, mästare på bandoneón.
- 23 juli – Tord Bernheim, 78, svensk revyartist, sångare och skådespelare.
- 5 augusti – Jeff Porcaro, 38, amerikansk trummis, medlem i Toto.
- 8 november – Red Mitchell, 65, amerikansk jazzmusiker (kontrabasist och sångare).
- 6 december – Yngve Sköld, 93, svensk kompositör, skådespelare, pianist och organist.

### Fotnoter
1. ↑  unattributed (undated). ”50 Ways to Leave South Africa”. Entertainment Weekly and Time Inc.. Arkiverad från originalet den 16 december 2008. https://web.archive.org/web/20081216041847/http://www.ew.com/ew/article/0,,309330,00.html. Läst 28 april 2008.
2. ↑  Darling, Spyder (1 november 1998). ”The Sultans of Sleaze”. NY Rock. Arkiverad från originalet den 13 maj 2008. https://web.archive.org/web/20080513070131/http://www.nyrock.com/reviews/motleycrue.asp. Läst 29 april 2008.
3. ↑  ”National Postal Museum”. Arkiverad från originalet den 23 juni 2010. https://web.archive.org/web/20100623014759/http://www.postalmuseum.si.edu/artofthestamp/subpage%20table%20images/artwork/rarities/Elvis%20Ballot/elvisballot.htm. Läst 14 mars 2011.
4. ↑  ”Poplight - Melodifestivalen”. Arkiverad från originalet den 4 juli 2013. https://web.archive.org/web/20130704025558/http://poplight.zitiz.se/melodifestivalen/1992. Läst 1 januari 2011.
5. ↑  anonymous (undated). ”1992 Rolling Stone Covers”. Rolling Stone. Arkiverad från originalet den 3 maj 2008. https://web.archive.org/web/20080503075103/http://www.rollingstone.com/photos/gallery/5392234/1992_rolling_stone_covers/photo/13/large/icet. Läst 17 april 2008.
6. ↑  ”Poplight - Eurovision Song Contest”. Arkiverad från originalet den 24 maj 2012. https://archive.is/20120524215952/http://poplight.zitiz.se/eurovision-song-contest/1992. Läst 24 maj 2012.
7. ↑  Budapest tourist guide Arkiverad 9 juli 2010 hämtat från the Wayback Machine.
8. ↑  Biography
9. ↑  The Independent Arts
10. ↑  Los Angeles Times
11. ↑  Information i Svensk mediedatabas.
12. ↑  Museum of Hoaxes
13. ↑  ABBA – ABBA Gold Arkiverad 19 november 2010 hämtat från the Wayback Machine.
14. ↑  Elisabeth Andreassen fansite – Skivhistorik
15. ↑  Lotta Engbergs diskografi Arkiverad 3 februari 2011 hämtat från the Wayback Machine.
16. 1 2 3 4 5  Roxettes diskografi Arkiverad 24 augusti 2011 hämtat från the Wayback Machine.
17. ↑  Elisabeth Andreassen fansite - Låthistorik Arkiverad 11 november 2013 hämtat från the Wayback Machine.
18. ↑  anonymous (undated). ”Milton Babbitt”. Howard Stokar Management. Arkiverad från originalet den 9 maj 2008. https://web.archive.org/web/20080509163846/http://www.stokar.com/GCM/Babbitt_works.htm. Läst 17 april 2008.